# Puccinia thuemenii
Puccinia thuemenii är en svampart som beskrevs av McAlpine 1906. Puccinia thuemenii ingår i släktet Puccinia och familjen Pucciniaceae.   Inga underarter finns listade i Catalogue of Life.